# Adetomyrma venatrix
Adetomyrma venatrix е вид насекомо от семейство Мравки (Formicidae). Видът е критично застрашен от изчезване.

## Разпространение
Видът е разпространен в Мадагаскар.